# James MacNabb
James Alexander MacNabb , född 26 december 1901 i Keighley, död 6 april 1990 i London, var en brittisk roddare.
MacNabb blev olympisk guldmedaljör i fyra utan styrman vid sommarspelen 1924 i Paris.